# Lola Stein
Lola Stein (Pseudonym für Lola Stern, weiteres Pseudonym: Viola Mené; * 13. März 1885 in Hamburg als Lola Rosenbaum; † 4. März 1959 in London) war eine deutsche Schriftstellerin.

## Leben
Lola Stein entstammte einer jüdischen Familie. Ein 1906 begonnenes Studium an der Berliner Friedrich-Wilhelms-Universität brach sie ab. Nach ihrer Heirat im Jahre 1910 veröffentlichte sie bis Mitte der 1930er Jahre eine große Zahl von viel gelesenen Unterhaltungsromanen, die häufig zuerst als Fortsetzungsromane in Zeitungen des deutschen Sprachraums erschienen. 1939 emigrierte die schwerkranke Autorin mit ihrer Schwester nach Großbritannien. Als einziges ihrer Werke in englischer Sprache erschien dort 1946 der aus dem deutschen Manuskript übersetzte Roman People like you and me, in dem die Autorin ihre Erfahrungen in der Zeit des Nationalsozialismus verarbeitete. Nach dem Zweiten Weltkrieg konnte Lola Stein nicht mehr an ihre früheren Erfolge anknüpfen; der größte Teil ihrer Werke erschien nunmehr nur noch in Form von Heftromanen.

## Werke
- Arsinoë. Paria, Dresden 1907 (unter dem Namen Viola Mené)
- Der Sohn des Großkaufmannes, Berlin 1912
- Das vierte Gebot, Regensburg 1916
- Sei wahr, Berlin 1917
- Für dein Glück, Berlin 1918
- Der Triumph des Lebens, Berlin 1918
- Der gute Kamerad, Berlin 1918
- Es ist eine alte Geschichte ..., Leipzig [u. a.] 1919
- Die Fürstin Tscherbatoff und andere Erzählungen, Breslau [u. a.] 1919
- Die Geißel der Menschheit, Breslau [u. a.] 1919
- Das Gewissen Amerikas, Regensburg 1919
- Die Marquise von Trouvilliers, Berlin [u. a.] 1919
- Richard Sengers Schuld, Breslau [u. a.] 1919
- Rosemaries Liebe, Leipzig 1919
- Seine Braut, Leipzig 1919
- Das Spiel mit dem Tode, Berlin 1919
- Stolz und Liebe, Leipzig 1919
- Sünden?, Dresden 1919
- Die Vestalin, Berlin 1919
- Erika, Dresden 1920
- Lenz und Liebe, Leipzig [u. a.] 1920
- Lotti, Leipzig 1920
- Des Meisters Gefährtin, Berlin 1920
- Die Millionen des Hauses Korf, Siegmar-Chemnitz 1920
- Die Modenschau, Leipzig [u. a.] 1920
- Frühlings-Sonate, Berlin 1921
- Die Sünde der Gedanken, Berlin 1921
- Gebrüder Westenwald, Berlin 1922
- Andreas Herbrechts Ehen, Dresden 1923
- Rottrauts Gelöbnis, Leipzig [u. a.] 1923
- Die schwarze Kugel, Leipzig [u. a.] 1923
- Weiße Rosen, Berlin 1923
- Die dunkle Stunde, Berlin 1924
- Die Stimme des Herzens, Berlin 1924
- Und hätte der Liebe nicht ..., Berlin 1924
- Der Film zerriß, Berlin 1925
- Die Flucht vor der Liebe, Dresden 1925
- Die Amati-Geige, Berlin 1927
- Der Fächer, Berlin 1927
- Die Mutter, Leipzig 1927
- Die Scheidungsprobe. Verlag Munz & Co, Leipzig 1927
- Das Spiel unter der Maske, Berlin 1928
- Tumult der Herzen, Berlin 1928
- Herz in Flammen, Dresden 1929
- Herzen im Kreis, Riga 1929
- Josephas Töchter, Leipzig 1930
- Torben soll die Firma retten, Hellerau 1931
- Ehe ohne Raum, Hellerau 1932
- Im Hörselberg, Hellerau 1932
- Rätsel um Gwendolin, Niedersedlitz 1932
- Das Recht auf Glück, Hellerau 1932
- Tanz ums Leben, Niedersedlitz 1932
- Der Geigerkönig, Berlin 1933
- Hochzeitsreise ohne ihn, Niedersedlitz 1933
- Ich gebe ihn frei!, Berlin 1933
- Prima Ballerina, Niedersedlitz 1933
- Versicherungssumme: Eine Million, Niedersedlitz 1933
- Weil ich dich liebe, Berlin 1933
- Freie Bahn für Edith Gerloff, Niedersedlitz 1934
- Im goldenen Käfig, Berlin 1934
- Das ist alles sehr verdächtig, Niedersedlitz 1934
- Schöne Frau, was nun?, Berlin 1934
- Treu auch im Unglück, Berlin 1934
- Alles liegt in Wiebkes Händen, Niedersedlitz 1935
- People like you and me, London 1946
- Die große Lüge, Schwabach 1950
- Ruf des Blutes, Papenburg/Ems 1952
- Schicksal zwischen dir und mir, Lichtenfels (Ofr.) 1953
- Mutterherz im Schicksalssturm, Hamburg
  - 1 (1955)
  - 2 (1955)
- Irmelins große Lüge, München 1956
- Über alles die Pflicht, Hamburg
  - 1 (1956)
  - 2 (1956)
- Frauen um Peter, Hamburg 1957
- Verhängnis über uns, Hamburg-Wandsbek 1958
- Villa Genia und ihre Gäste, Hamburg-Wandsbek 1958
- Das Schicksal hat entschieden, Hamburg
  - 1 (1959)
  - 2 (1959)
- Dem Herzen ewig nah, Hamburg-Wandsbek 1960